# Jacques Le Groignec
Jacques le Groignec fue un general francés perteneciente al Ejército del Aire, nacido el 12 de octubre de 1918 y fallecido en Numea 22 de enero de 2009.
Ingresó en la Academia del Aire en 1937 y participó en los principales conflictos en los que se ha visto envuelta Francia desde 1939. Comandante de escuadrilla primero y de escuadrón y de escuadra de caza después, siguió al salir de la Academia Militar una carrera operacional. Tras dirigir durante tres años los estudios del Centro de Altos Estudios Militares (CHEM), en 1970 fue nombrado general de cuerpo aéreo y miembro del Consejo Superior del Aire. Terminó su carrera activa en 1974, como comandante de la Defensa aérea.
Desde octubre de 2000, es presidente de l'Asociación para defender la memoria del mariscal Pétain.